# Jorge Selarón
Jorge Selarón (Limache, Chile; 1947-Río de Janeiro, Brasil; 10 de enero de 2013)  fue un pintor y ceramista autodidacta chileno radicado en la ciudad de Río de Janeiro, en Brasil. Su mayor y más conocida obra está en la Calle Manoel Carneiro, en el barrio de Santa Teresa: es la «Escalera del Convento de Santa Teresa», también conocida como «Escalera del Selarón», que conecta la Calle Joaquim Silva, en el barrio de Lapa, a la Pendiente de Santa Teresa, en el barrio de Santa Teresa.

## Biografía
Selarón nació en Limache, una pequeña ciudad localizada a una hora de viaje de Viña del Mar y Valparaíso, en una familia de clase media. A los diez años, conoció Buenos Aires y decidió que quería conocer el mundo. A los diecisiete años, viajó a Europa de paseo en un barco. Se ganó la vida dando clases de tenis. Viajó por toda Europa, y hasta la India. Pasó por 57 países hasta decidir que viviría en Río de Janeiro (su otra opción era Nueva York, pues eran las dos únicas ciudades famosas del mundo donde había "mujeres criollas embarazadas"). Pasó a vender cuadros en restaurantes de la ciudad, lo que ya había hecho antes en otras ciudades. Después de fijar residencia junto a la escalera, en 1990, Selarón, inicialmente, instaló una serie de bañeras con jardines en las aceras, que fueron, posteriormente, pintadas y adornadas con azulejos, inspirado en el Parque Güell de Barcelona.

## LaEscalera de Selarón
A partir de 1994, sobre la pintura verde-amarilla con que los residentes decoraron la escalera para la Copa Mundial de Fútbol, Selarón pasó a azulejar los escalones. Trabajando solitario y contando sólo con el rendimiento obtenido con la renta de sus cuadros y eventuales donaciones de habitantes, con dificultad alcanzó su meta de tener los 215 escalones y 125 metros de la escadaria concluidos antes del año 2000.

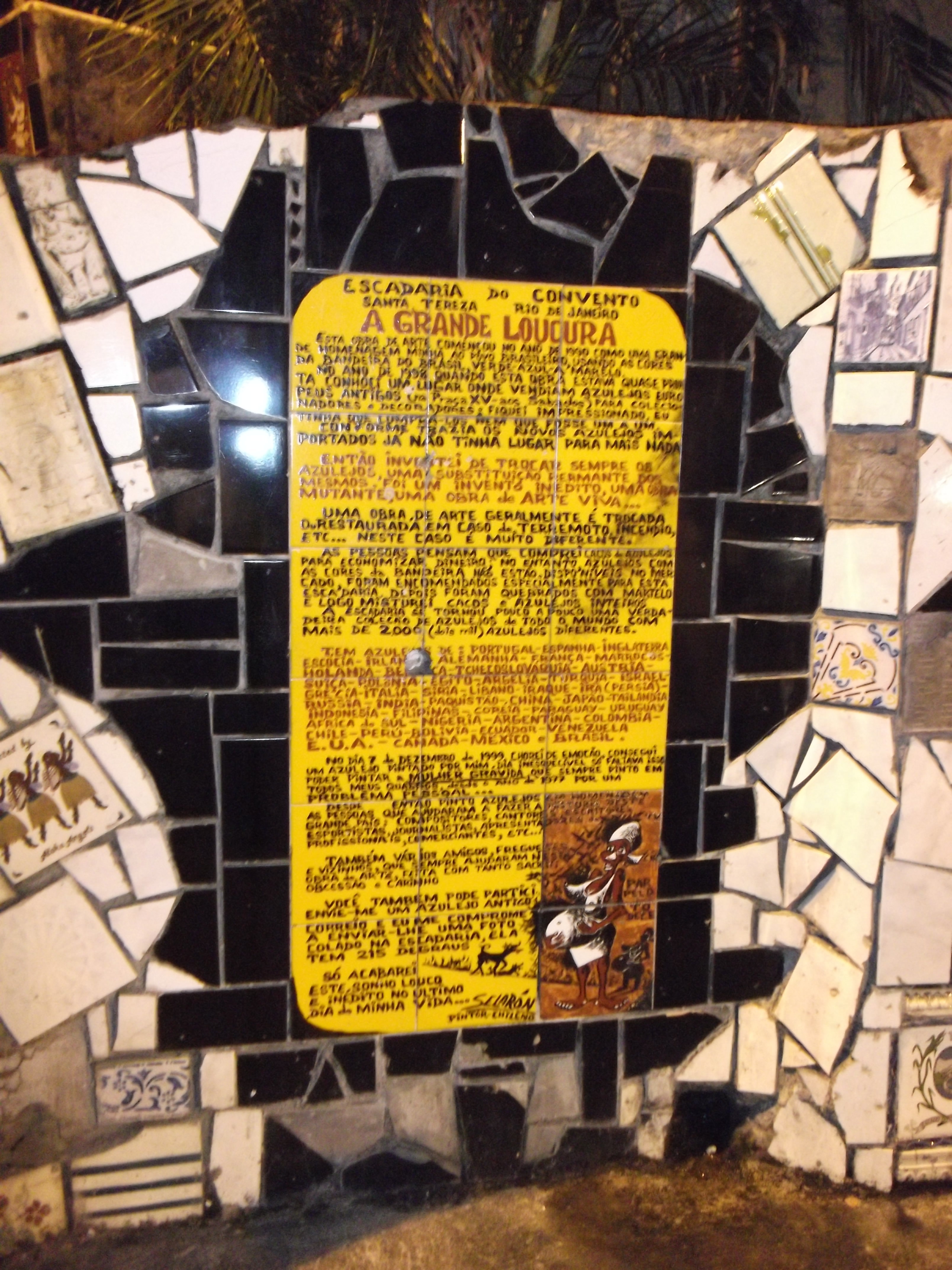
Detalle de la Escalera del Convento de Santa Teresa. Abajo, a la derecha, puede ser visto el tema recurrente en la obra del artista: la mujer negra embarazada.

Después de esta fecha, con renta gradualmente aumentada debido a la creciente inclusión de la escalera en los guiones turísticos, pudo dedicarse a la ornamentación de las calzadas laterales y realizar incontables modificaciones, en coherencia con su concepción de la escadaria como obra de arte mutante. Una de las innovaciones a partir de 2000 fue la introducción de azulejos rojos en la escalera: según el propio Selarón, el rojo era "Ferrari, el color más bonito del mundo". Para esto, contó también con azulejos remitidos por fanes del mundo entero, llegando haber de más de 2 000 azulejos diferentes, provenientes de más de sesenta países. 
Tuvo, igualmente, condiciones de realizar grandes incrementos, como la pirámide de bañeras, del lado derecho de la entrada de la escadaria, en 2005 y 2006, y la calzada al inicio de la Pendiente de Santa Teresa, al pie de los Arcos de la Lapa, en 2007. Esta última obra fue interrumpida después de protestas de que estaría interfiriendo con el monumento histórico, y acabó siendo demolida por el ayuntamiento en 2012. 
El año de 2003, los directores José Roberto Mezquita y Renata Brito realizaron la primera película sobre el artista. Un mediometraje intitulado "Selarón - La Gran Locura", donde el artista relata momentos de su vida. La película tuvo gran repercusión y proporcionó la ida de Selarón al talk-show "Programa do Jô". 

## Ciudadano Honorario
En mayo de 2005, la escalera fue tomada por el ayuntamiento de la ciudad y Selarón recibió el título de ciudadano honorario de Río de Janeiro. En 2010, Selarón concluyó la imponente bandera en la parte alta de la escalera, en la esquina de la Calle Pinto Martins. Las muretas frontales de las residencias de la escalera fueron ejecutadas en épocas diferentes, en consonancia con la solicitud o permiso de sus propietarios. Según el artista, él sólo consiguió mantenerse financieramente y proseguir con su gran obra pintada y vendida más de 25 000 cuadros, casi siempre con un tema motivado por un problema personal: el tema de la mujer negra embarazada. La famosa escalera ya corrió el mundo: ahora como tema principal para reportajes de revistas y programas de televisión del todo el mundo, ahora sirviendo de escenario para videoclips (U2, "Walk On"; Snoop Dogg, "Beautiful"), campañas publicitarias, películas (Hulk), la serie de televisión (CSI Miami) y hasta para fotos de una edición de la revista estadounidense Playboy.

## Muerte
El pintor fue encontrado muerto en la Escalera del Convento de Santa Teresa en la mañana del día 10 de enero de 2013. El cuerpo quemado del artista estaba junto a una lata de diluyente. Un poco antes, se sintieron gritos de socorro y perros ladrando. En noviembre del año anterior, Selarón había denunciado a la policía que venía siendo amenazado de muerte por un excolaborador de su obra, Paulo Sérgio Rabello, que cargarlo a ceder las ganancias obtenidas con la venta de cuadros. Por cuenta de eso, los últimos meses, él andaba muy triste y vivía encerrado en su casa. 
En su testimonio grabado para un documental realizado en 2010 por el cineasta Stephano Loyo, el artista había declarado que la escalera sólo quedaría lista el día de su muerte, cuando él hizo su propia escalera y, de ese modo, se eternizaría.[cita requerida]